# Wessel Kuhn
Wessel Kuhn (16 september 2006) is een Nederlands voetballer die als centrale verdediger voor Jong PSV speelt.

## Carrière
Kuhn speelde in de jeugd bij PSV. Hij debuteerde op 28 augustus 2023 voor Jong PSV in de Eerste divisie tegen Helmond Sport.
Kuhn maakte zijn debuut voor het eerste elftal van PSV op 21 januari 2025, in een 3-2 overwinning op Rode Ster Belgrado in de UEFA Champions League. In maart 2025 kwam het seizoen van Kuhn vroegtijdig ten einde als gevolg van een knieblessure.

## Persoonlijk
Kuhn is de kleinzoon van de Zwitserse oud-profvoetballer en coach Jakob Kuhn.